# Giuseppe Pecci (1776–1855)
Giuseppe Pecci (Gubbio, 13 de abril de 1776 - Gubbio, 21 de janeiro de 1855)  foi Bispo de Gubbio e Cardeal da Igreja Romana. Ele não estava relacionado com os outros dois cardeais do século 19 chamados Pecci: Gioacchino Pecci, mais tarde Papa Leão XIII, e seu irmão Giuseppe Pecci, S.J.

## vida
Giuseppe Pecci era filho do conde Luigi Pecci, gonfaloniere do judiciário em Gubbio, e sua esposa, a condessa Anna Carbonana. Ele foi confirmado em 22 de maio de 1785. Estudou no Seminário de Gubbio e na Universidade de Perúgia, graduando-se em 8 de maio de 1800 com doutorado em filosofia e teologia. Já em 23 de março de 1799 havia recebido o sacramento da ordenação sacerdotal. Em sua diocese natal de Gubbio, tornou-se preboste em 1820 e vigário geral no ano seguinte .
Em 22 de novembro de 1839 foi nomeado pelo Papa Gregório XVI, Bispo Titular de Cesarópolis e Administrador da Diocese de Gubbio. A consagração episcopal concedida a ele em 8 de dezembro de 1839 em Roma o cardeal Costantino Patrizi Naro; Os co-consagradores foram o Arcebispo Fabio Maria Asquini e o Arcebispo Vincenzo Massi. Em 1º de março de 1841 recebeu a sé episcopal de Gubbio. Gregório XVI conferiu-lhe o título de Assistente Papal do Trono em 30 de março de 1841 .
Papa Pio IX Elevou Giuseppe Pecci ao posto de Cardeal-presbítero no consistório de 30 de setembro de 1850 e concedeu-lhe o chapéu cardinalício e a igreja titular de Santa Balbina em 3 de outubro do mesmo ano .
Giuseppe Pecci morreu em Gubbio e foi enterrado na catedral de lá.

## Link externo
- Salvador Miranda. fiu.edu – The Cardinals of the Holy Roman Church (em inglês). Universidade Internacional da Flórida http://cardinals.fiu.edu/ Em falta ou vazio |título= (ajuda)
- Cheney, David M. «Giuseppe Pecci» (em inglês). Catholic-Hierarchy.org